# Катедрала у Амјену
Катедрала у Амијену (франц. Cathédrale d'Amiens) је римокатоличка црква која се налази у Амјену. Катедрала је седиште епископа Амијена . Налази се на благом гребену код реке Сома, административном главном граду регије Пикардија у Француској, око 120 км северно од Париза.
Катедрала је скоро у потпуности изграђена између 1220. и 1270. године. Амијен је класичан пример високоготичког стила готичке архитектуре. Такође има неке карактеристике каснијег Рејонантовог стила у увећаним високим прозорима хора, додатим средином 1250-их.
Амијенска катедрала је највећа у Француској, 200.000 м3, довољно велика да садржи две катедрале величине париске Нотр Даме.

## Историја
Xришћанство су у Амијен у трећем веку нове ере донела два хришћанска мученика, позната као Фирмин мученик и Фирмин Исповедник. Свети Мартин је крштен у Амијену 334. године. Црква је била потиснута инвазијама Вандала, и није поново почела са радом све до краја петог века, крштењем Хлодовеха I 498. или 499. године. Први епископ Амијена био је Едиб, који је учествовао на сабору 511. године.  Салвије, епископ Амијена око 600. године, заслужан је за изградњу ове катедрале, али његов Житије је врло сумњиве тачности. 

### Конструкција
Пожар је уништио романичку катедралу 1218. План за нову катедралу направио је мајстор Роберт де Лузархес. Нова конструкција катедрале је почела 1220. године.  Направљена је револуција у систему готичке конструкције користећи комаде камена стандардизованих величина и облика, уместо да прави јединствене делове за сваку функцију.  Био је архитекта до 1228. године, а пратио га је Томас де Кормон до 1258. године, а након њега, као архитекта био је постављен његов син Рено де Кормон све до до 1288. године. 
Наос је завршен 1236. године, а до 1269. године постављени су горњи прозори на певници. Крајем 13. века завршени су кракови трансепта, а почетком 14. века завршене су фасаде и горње куле. Док су ови радови у току, дограђене су капеле између контрафора и на угловима трансепта. 

### 15. век
Дизајн подупирача око певнице је постављен превисоко, што је резултирало прекомерним бочним силама које се постављају на вертикалне стубове. Конструкција је спасена само када су зидари поставили други ред робуснијих летећих подупирача који су се повезивали ниже на спољашњем зиду. 
Године 1497. четири стуба трансепта прелаза, као и два лева стуба апсида, почели су да показују пукотине и друге знакове напрезања. Тим стручњака је прегледао оштећење и извршио неке поправке, али су се пукотине наставиле. Проблем је коначно решио Пјер Тарисел 1498. године. Ланац је постављен усијан да би деловао као седло, затезао се док се хладио, и још увек је на месту.  Године 1503. Тарисел је предузео сличне акције да ојача делове улаза у хор. 

### 16 и 18. век
У 16. веку катедрала је претрпела штету од пожара, ветролома и експлозије, без већих оштећења. Такође је прошао кроз неколико модификација да би се прилагодла променљивим стиловима. У 18. веку извршене су архитектонске модификације како би се ускладиле са новим доктринама које је изрекао Тридентски сабор . Стари средњовековни кровни параван замењен је китњастим гвозденим решеткастим параваном, тако да су парохијани у наосу могли да виде олтар. Сам олтар је модификован, уклоњено је дванаест масивних канделабра и дванаест сандука моштију светих мученика. Изведени су и велики радови на ојачавању летећих контрафора. 

### Револуција и 19. век
Катедрала је претрпела знатна оштећења током Француске револуције. Велики део скулптуре је био разбијен чекићима, а многе статуе су такође биле уништене. Многи од намештаја, опреме и блага су украдени; део катедрале је коришћен као складиште за материјале коришћене у разним револуционарним прославама. 
Катедрала је враћена у своју верску функцију 1800. године, а први рестаураторски радови почели су 1802.  Почевши од 1810. године, неокласични архитекта Етјен Иполит Год је стављен на дужност задуженог за радове, а затим 1821. Франсоа Огиста Шесија, који је наручио три вајара да направе нове статуе. Шесеј је дао оставку и заменио га је 1849. жен Виоле ле Дик. Он је започео амбициознији програм са циљем да згради што је могуће више врати њен средњовековни изглед, укључујући додавање извајаних гаргојла и осталих типичних готичких карактеристика. Радио је на катедрали све до 1874. 

### Заштита и рестаурација (20. век)
Током Првог светског рата, многи градови и споменици били су уништени. Био је то случај Амијенске катедрале која је заштићена захваљујући генијалној интервенцији спасавања. Витражи са цркве су уклоњени ради заштите током оба светска рата, а црква је претрпела само мања оштећења. Међутим, 1920. године неки од прозора, који су се чували у радионици мајстора стаклара, ради њихове заштите, уништени су у пожару.
Између 1973. и 1980. торањ је у потпуности обновљен. Катедрала је 1981. године проглашена UNESCO-вом светском баштином. Рестаурација западне фасаде завршена је 2001. године. Године 1992. Француско министарство културе именовало је историчара уметности Стивена Мареја у научни комитет да надгледа рестаурацију катедрале у Амијену: Мареј је проглашен за почасног грађанина Амијена.   

## Екстеријер

### Западна фасада и портали
Западна фасада грађена је од 1220. до 1236. године и показује необичан степен уметничког јединства. Ниво прозора руже завршен је око 1240. године. Горњи делови кула су завршени тек у 14. веку. 
Фасада има три дубока трема са шиљастим луковима који покривају три портала. Изнад портала су две галерије; горњи је Галерија краљева, са двадесет две статуе француских краљева у природној величини. Изнад галерије се налази прозор-ружица, чији оквир датира из 16. века. Изнад прозора са ружицом је музичка галерија, реконструкција оригинала из 19. века.
Катедрала садржи статуе поштованих свеца свете Викторика и Генцијана, Светог Домиција, Свету Улфију и Светог Фермина . 

### Звона
Јужни звоник на десној страни према фасади, краћи је и први је завршен око 1366. године, а северни торањ је завршен 1406. године и уређен је у касноготичком пламеном стилу.  Разрађена галерија звонара или музичара, која спаја две куле на нивоу крова, додата је у то време, а у 19. веку ју је значајно рестаурирао или поново креирао Виолет ле Дик. Он је редизајнирао галерију по узору на галерију катедрале у Шартру из истог периода. 

### Шиљак
Оригинални флч из 13. века, или торањ катедрале, који се налази преко тачке укрштања трансепта и наоса, уништен је громом 1528. године, али је замењен шиљком од дрвета прекривеним позлаћеним оловним плочама 1533. године. Често је био оштећен у олујама и поправљан у наредним годинама, али никада није у потпуности редизајниран и поново изграђен. Још увек задржава много оригиналног материјала из 16. века, укључујући дрвени оквир.  Од земље до извајаног петла на врхунцу, шиљак достиже висину од 11.270 м. 
Статуе на шиљку представљају Христа, Светог Павла, Светог Фирмина, Богородицу са Исусом, Светог Јована Крститеља, Светог Јакова Великог и Светог Петра.

### Контрафори
Контрафори су архитектонски уређај који је омогућио изузетну висину зидова наоса и певнице. Они се супротстављају нагибу засвођеног плафона према споља и према доле, тако да зидови између контрафора могу бити танки и углавном испуњени великим прозорима. Конфори су касније добили додатну стабилност постављањем тешких камених врхова на њихове вертикалне стубове.  Конфори наоса су старији, око 1230. године, а сваки стуб има два лука, један изнад другог; један лук се сусреће са зидом непосредно изнад тачке максималног спољашњег потиска од свода наоса; други одмах испод те тачке.
Конфори певнице су завршени око 1260. године. Сваки контрафор има два вертикална стуба, један виши од другог. Ови хорски подупирачи имају додатну функцију; канали на врху лукова одводе кишницу што је даље могуће од конструкције, избацујући је из уста резбарених гаргојла .

### Проповедаоница
Барокна проповедаоница на северној странипостављена је 1773. године и направљена је од фарбаног и позлаћеног дрвета. Проповедаоницу подржавају статуе које представљају веру, наду и милосрђе. Тестер је уклесан да подсећа на облаке које подржавају камени анђели. На врху "облака" је већи анђео, који показује ка небу, држи књигу са натписом Hoc fac et vives (Учини ово и живећеш). 

### Олтар
Средином 18. века центар катедрале је у потпуности редизајниран у стилу рококоа, да би се пратиле промене у црквеној доктрини које је одредио Тридентски сабор. Постављен је нови под од обојеног мермера, заједно са новим главним олтаром. Иза олтара је 1768. године постављен „Глоар“, монументални барокни параван од позлаћеног дрвета који представља небо. 

## Витража
Остало је само неколико оригиналних витража; многи су уклоњени приликом преуређења катедрале у 18. веку. Друге су уништене када су цркву опљачкали протестанти хугеноти 1561. године, ураганима 1627. и 1705. године; експлозијом барутане 1675. Неки прозори су уклоњени да би се заштитили од оштећења током Првог светског рата. 
Иновативна карактеристика горњих прозора катедрале је то како су испунили цео простор горњег зида. Захваљујући танким каменим стубовима који одвајају групу ланцетастих прозора и малих кружних прозора на горњим нивоима, и масивним подупирачима на спољашњости који су пружали подршку зидовима, појединачни прозори у сваком заливу као да су се спајали у један велики прозор, испуњавајући наос доле светлошћу.
Неколико врло раних стаклених панела, из око 1300. године, може се видети у прозорима трифорије, средњег нивоа зида, у апсиди. Они приказују процесију светаца, апостола и епископа монументалне величине, постављене на позадини светлих стакла, како би се истакли. Окренути су према центру апсиде.
Неколико других оригиналних панела из 13. века, укључујући један који представља краља Давида са прозора Јесејевог дрвета који приказује Христов родослов, налази се у капели Светог Фрање Асишког, у апсиди.
Највећи део витража у катедрали потиче из 19. века. Прозор у капели Светог Теодосија у апсиди је урадио уметник стакла Геренте 1854. године који је поклонио цар Наполеону. Доњи делови прозора приказују цара, царицу Евгенију, епископа Амијена и Папу Пија IX . У катедрали се налази и стакло у стилу Ар Деко. 

### Ружини прозори
Сваки од три ружиних прозора представљају различит период изградње катедрале. Ружин прозор на западној фасади је најстарији (1221. до 1230. године), и представља Исуса Христа окруженог симболичним ликовима Откривања. Прозор-ружа северног трансепта има карактеристичан зрачећи украс Рајонантне готике. 
Прозор руже јужног трансепта је најновији (1489. до 1490. године), са кривинама и обрнутим кривинама касноготичког Фламбојантног стила. На њој је приказано четрнаест анђела, који се крећу ка средини прозора. 

## Оргуље
Прве оргуље су биле поклон Алфонса Лемира, службеника двора француског краља Карла VI. Постављена је у унутрашњости западног зида катедрале између 1442. и 1449. године. Од оргуља је сачувана само дрвена галерија. Садашње цеви и кућиште постављени су 1549. године, са додацима 1620. године. Обновљен је у 19. веку и поново непосредно пре Другог светског рата. 

### Споменице
- На јужним вратима катедрале налази се једанаест спомен-плоча у знак сећања на погинуле из Првог светског рата, углавном на оне који су се борили у бици на Соми (1916). Нације које се обележавају су углавном Британско царство (савремене земље Република Ирска, Канада, Аустралија и Нови Зеланд).
- Значајне личности које су обележене укључују француског генерала из Првог светског рата Мари-Евене Дебени, официра британске војске Рејмонда Аскита и француског генерала из Другог светског рата Филипа Леклерка .